# Thommy Abrahamsson
Thommy Abrahamsson (* 8. April 1947 in Umeå) ist ein ehemaliger schwedischer Eishockeyspieler, der in seiner aktiven Zeit von 1964 bis 1983 unter anderem für die Hartford Whalers in der National Hockey League und die New England Whalers in der World Hockey Association aktiv war. 

## Karriere
Thommy Abrahammson begann seine Karriere als Eishockeyspieler in der Nachwuchsabteilung des unterklassigen Godtemplarnas IF, in der er von 1961 bis 1964 aktiv war. Anschließend lief der Verteidiger von 1964 bis 1974 insgesamt zehn Jahre lang für den Leksands IF in der Division 1, der höchsten schwedischen Spielklasse und Vorgängerliga der 1975 gegründeten Elitserien, auf. Mit seiner Mannschaft wurde er dabei 1969 und 1973 jeweils Schwedischer Meister. In der Saison 1972/73 erhielt er zudem den Guldpucken als Spieler des Jahres. Im Anschluss an seine Zeit in Leksand erhielt der Nationalspieler und Olympiateilnehmer einen Vertrag bei den New England Whalers aus der World Hockey Association, für die er von 1974 bis 1977 aktiv war. 
Von 1977 bis 1980 spielte Abrahamsson für seinen Ex-Club Leksands IF in der Elitserien. Daraufhin wurde er erneut von seinem ehemaligen Team aus Hartford verpflichtet, das 1979 nach Auflösung der WHA in die National Hockey League aufgenommen worden war und aus diesem Anlass seinen Namen in Hartford Whalers geändert hatte. Für die Whalers erzielte der Schwede in der Saison 1980/81 in 32 Spielen sechs Tore und gab elf Vorlagen. Zudem stand er in zwei Spielen für deren Farmteam, die Binghamton Whalers, in der American Hockey League auf dem Eis. Von 1981 bis 1983 ließ er seine Karriere in seiner Heimat beim Timrå IK ausklingen, mit dem er in der Saison 1981/82 den Abstieg in die mittlerweile zweitklassige Division 1 hinnehmen musste.         

### International
Für Schweden nahm Abrahamsson an den Weltmeisterschaften 1970, 1971, 1972, 1973 und 1974, sowie den Olympischen Winterspielen 1972 in Sapporo teil.

## Erfolge und Auszeichnungen
| - 1969 Schwedischer Meister mit Leksands IF - 1973 Schwedischer Meister mit Leksands IF - 1973 Guldpucken | - 1973 Schwedisches All-Star Team - 1974 Schwedischer Meister mit Leksands IF - 1974 Schwedisches All-Star Team |

### International
| - 1970 Silbermedaille bei der Weltmeisterschaft - 1971 Bronzemedaille bei der Weltmeisterschaft - 1972 Bronzemedaille bei der Weltmeisterschaft | - 1973 Silbermedaille bei der Weltmeisterschaft - 1974 Bronzemedaille bei der Weltmeisterschaft |